# Philaeus albovariegatus
Philaeus albovariegatus là một loài nhện trong họ Salticidae.
Loài này thuộc chi Philaeus. Philaeus albovariegatus được Eugène Simon miêu tả năm 1868.